# Chhean Vam
 (décembre 2023).
Si vous disposez d'ouvrages ou d'articles de référence ou si vous connaissez des sites web de qualité traitant du thème abordé ici, merci de compléter l'article en donnant les références utiles à sa vérifiabilité et en les liant à la section « Notes et références ».
Chhean Vam (né le 19 avril 1916 et mort le 16 janvier 2000) est un homme politique cambodgien, Premier ministre entre le 20 février et le 14 août 1948.

## Biographie
Pendant la Seconde Guerre mondiale, Chhean Vam fait ses études en France, puis revient exercer comme enseignant au lycée Sisowath de Phnom Penh. Membre du Parti démocrate, il est un proche du prince Youtevong. Après la victoire de son parti aux élections de janvier 1948, il est nommé Premier ministre. Ne pouvant compter sur l’aide française à cause du programme indépendantiste des démocrates, il se trouva rapidement aux prises avec des difficultés insurmontables telles l’inflation, le manque de rentrées fiscales, la montée des actions de guérilla et l’insécurité, le tout exacerbé par les manœuvres dilatoires des autorités coloniales.
En mai 1948, il accompagne Norodom Sihanouk en France où ce dernier devait suivre des cours à l’École de cavalerie de Saumur pour mener des discussions en vue d’accroître l’autonomie du Cambodge et de rediscuter la question de la frontière avec la Cochinchine qui avait été fixée de manière arbitraire par les Français et sur laquelle ces derniers ne voulaient pas revenir de peur de froisser les Vietnamiens. À son retour, il doit gérer un scandale qui avait éclaté au parlement au sujet d’un trafic de coton. Plusieurs députés démocrates étaient impliqués, dont Sam Nhean, alors vice-président de l’assemblée et qui dut démissionner du parti. Chhean Vam demande les pleins pouvoirs et la possibilité de lever l’immunité des parlementaires pour mener à bien l’enquête, mais Ieu Koeus, président de l'Assemblée, refusait d’accéder à la demande, craignant de créer un précédent qui pourrait affaiblir le parlement. Un vote eut lieu et la demande de Vam fut rejetée par 23 votes contre 21. À ce moment, Yem Sambaur, le préfet de police détruisit les dossiers qui impliquaient les parlementaires. Vam essaya d’évincer Sambaur, mais ne réussit pas à obtenir le support de son cabinet. Il démissionna en août 1948.